# Bataille de Lithosoria
La bataille de Lithosoria est une victoire de l'empereur byzantin Constantin V sur le Khanat bulgare du Danube remportée en octobre 773 (date incertaine : les dates de 772 et 774 sont parfois données).
Guerres byzantino-bulgares
Batailles
- Ongal (680)
- Anchialos (708)
- Marcellae (756)
- Lithosoria (774)
- Marcellae (792)
- Serdica (809)
- Pliska (811)
- Versinikia (813)
- Mesembria
- Guerre de 894 - 896
  - Bulgarophygon
- Guerre de 913 - 927
  - Anchialos (917)
  - Pegae (921)
- Guerre de 970 - 1018
  - Portes de Trajan (986)
  - Thessalonique (995)
  - Passe de Kleidion (1014)
  - Bitola (1015)
- Ostrovo (1040)
- Klokotnica (1230)
- Andrinople (1254)
- Devina (1279)
- Skafida (1304)
- Rusokastro (1332)

La bataille trouve ses origines dans le traité de paix signé entre les Bulgares et les Byzantins à la suite de la bataille de la plaine d'Anchialos du 30 juin 763. Quelques années plus tard, l'empereur byzantin est informé par ses espions que les Bulgares veulent rompre la paix. Une armée bulgare de 12 000 hommes marche sur la Berzétie, en Macédoine, pour prendre le contrôle des « sklavinies » et des « valachies » locales et transplanter leurs habitants slaves et valaques en Bulgarie. Constantin V réussit à tromper les envoyés du khan Telerig en feignant des préparatifs pour une prochaine campagne contre les Arabes qui effectuaient durant cette période des raids sur les îles grecques, Salonique et Constantinople. Mais en fait, il gagne les Balkans avec 30 000 soldats d'élite et surprend les Bulgares à Lithosoria où il défait leur armée. Son retour à Constantinople accompagné des prisonniers est triomphal et Constantin V surnomme cette expédition la « noble guerre ».
À la suite de cette bataille, une expédition navale grecque dans les bouches du Danube en mai 774 contraint Telerig, à rendre aux Byzantins le contrôle des côtes et des ports de la Paristrie (Kaliakra, Kallatis, Tomis et Aegyssos) et à demander la paix, qui dure 20 ans.

## Sources
- Alfred Lombard, Études d'histoire byzantine Paris, F. Alcan, 1902